# Russ Shafer-Landau

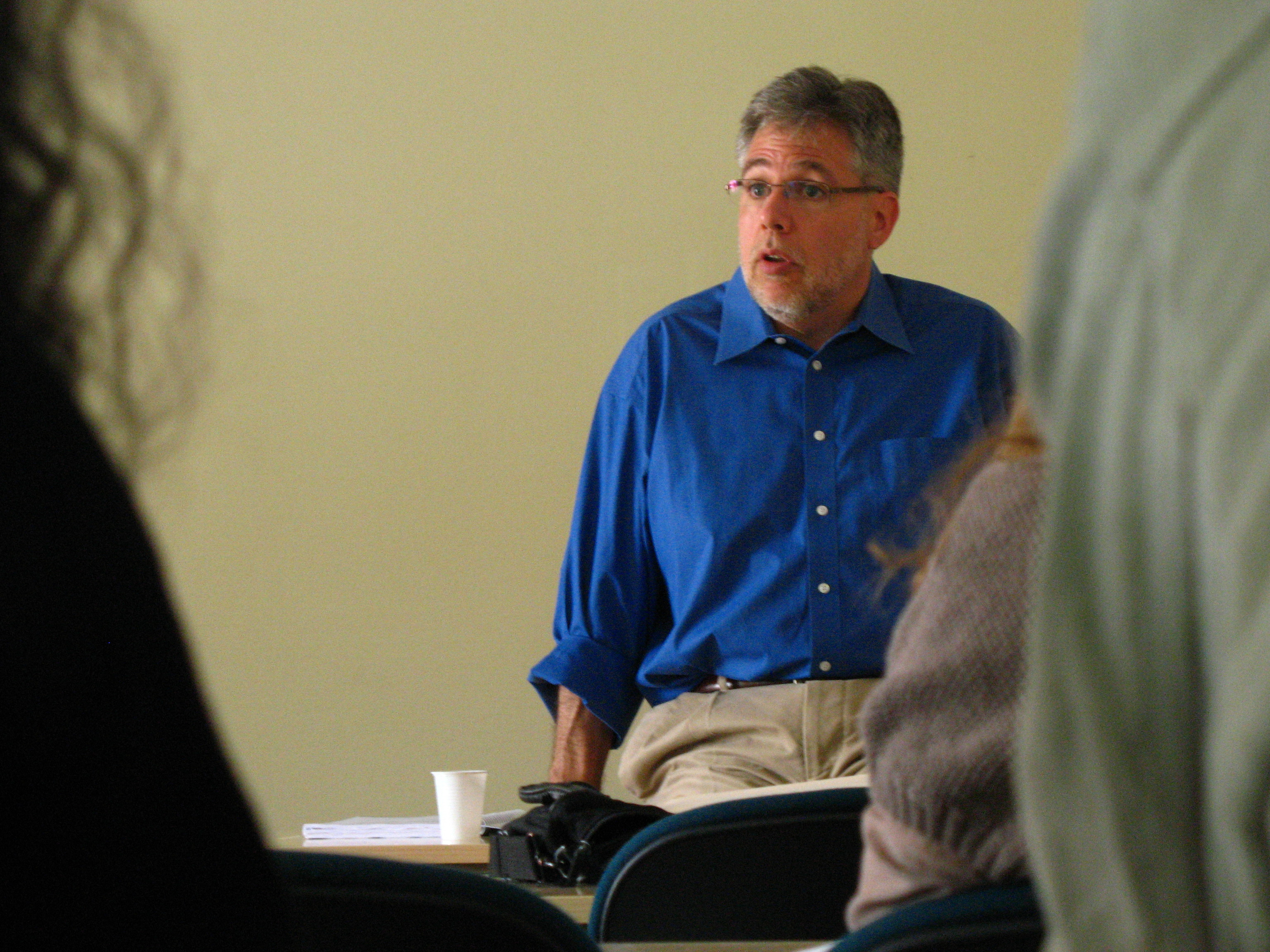
Shafer-Landau en una conferencia de filosofía moral en 2009 en Tartu, Estonia.

Russ Shafer-Landau (nacido en 1963) es un filósofo estadounidense y profesor de filosofía en la Universidad de Wisconsin, Madison. 

## Educación y carrera
Shafer-Landau se graduó de la Universidad de Brown y completó su trabajo de doctorado en la Universidad de Arizona bajo la supervisión de Joel Feinberg. Ha estado enseñando filosofía en la Universidad de Wisconsin, Madison desde 2002, donde fue elegido presidente del Departamento. De 1992 a 2002 Shafer-Landau enseñó en la Universidad de Kansas. 
Es el fundador y editor del periódico Oxford Studies in Metaethics. Shafer-Landau regresó a la Universidad de Wisconsin después de un breve período en la Universidad de Carolina del Norte, Chapel Hill, donde también se desempeñó como Director del Centro de Ética de Parr. Shafer-Landau es el fundador y organizador del Madison Metaethics Workshop anual (también conocido como MadMeta, fundado en 2004) que lo siguió a Carolina del Norte bajo el nombre de "CHillMeta", antes de volver a asumir su identidad original cuando Shafer-Landau regresó a Universidad de Wisconsin.

## Trabajo filosófico
Shafer-Landau es un destacado defensor de un realismo moral no naturalista, y sostiene que las declaraciones morales no son reducibles a términos naturales. Por ejemplo, el "bien" no puede describirse en términos de placeres y dolores ni la conclusión de ninguna de las ciencias naturales ( física, biología ). Este punto de vista se expone en su trabajo principal Realismo moral: una defensa, que, como lo expresó un crítico, "defiende una combinación poco ortodoxa de afirmaciones, incluido el antihumeanismo sobre razones para la acción, realismo moral independiente de la mente, no naturalismo moral, racionalismo moral y epistemología moral confiable ".
Shafer-Landau también es autor de otros dos libros introductorios, Whatever Happened To Good And Evil? y The Fundamentals of Ethics.  Además de editar los Oxford Studies in Metaethics, también ha coeditado Reason and Responsibility: Readings in Some Basic Problems of Philosophy, una antología que cubre muchos aspectos de la ética con el fallecido Joel Feinberg y dos antologías de Blackwell, Foundations of Ethics (con Terence Cuneo), y Ethical Theory. 